# Huvadhu
Huvadhu, aussi appelé Suvadives ou Suvadiva d'origine sanskrit, est un atoll des Maldives. Il forme les deux subdivisions administratives de Gaafu Alif et Gaafu Dhaalu. De 1959 à 1963, l'atoll a fait sécession des Maldives en proclamant la République des Suvadives, indépendance largement non reconnue par la communauté internationale.